# Lucifer Sam
Lucifer Sam és un tema musical del grup britànic Pink Floyd, concretament és el segon del disc The Piper at the Gates of Dawn, aparegut el 1967.
Aquesta cançó apareix després d'Astronomy Domine i és hard-rock i parla d'un gat i d'aquí que molts sons d'orgue, tocat per Richard Wright semblin miols.
El tema ha estat molt reprès i apareix també a la pel·lícula d'Austin Powers The international man of mystery de 1997, però no està anotada als crèdits.

## Música i lletra
La cançó està construïda al voltant d'un riff descendent,la guitarra elèctrica del compositor Syd Barrett com a l'instrument dominant, alimentada a través d'una màquina d'eco; Duane Eddy va comparar el so resultant amb un "sinistre". Això es veu augmentat amb els baixos decreixents i els efectes d'orgue i percussió cada cop més agitats.
Tot i que la lletra es refereix amb freqüència a Lucifer Sam com a un gat, s'ha especulat sobre si en realitat es tractava d'un argot ("a hip cat") per a un home, real o imaginari, en algun tipus de relació amb la parella de Barrett d'aquell moment, Jenny Spires (anomenada a la cançó "Jennifer Gentle"). Tanmateix, Sam era simplement el gat siamès de Barrett (i es coneix com a tal a la primera línia: "Lucifer Sam, Siam cat"); la cançó originalment es va anomenar "Percy the Rat Catcher" durant les sessions d'enregistrament, que van tenir lloc entre l'abril i el juny de 1967.

## Interpretacions en viu
Pink Floyd només va interpretar «Lucifer Sam» en directe el 1967 i va aparèixer com a bis durant moltes actuacions, sobretot en el concert de Games for May.
Barrett més tard va interpretar la cançó amb la seva banda Stars el 1972.

## Versions
Lightning Seeds va versionar la cançó com a cara B, i va aparèixer en el seu àlbum de 2006 The Very Best of The Lightning Seeds.
El tema també va ser versionat per the Black Crowes, Electric Hellfire Club, the Minders, the Flaming Lips, True West, Jay Farrar, Love and Rockets, Shockabilly, the Sadies, the Three O'Clock, MGMT, Spirits in the Sky, Unknown Mortal Orchestra, Cat's Eyes, Bauhaus, Southern Culture on the Skids, The Horrors i Chris & Cosey.
Nick Mason va interpretar la canço durant la seva gira europea Nick Mason's Saucerful of Secrets.

## Crèdits
- Syd Barrett: veus, guitarra
- Roger Waters: baix, veu
- Rick Wright: piano, orgue
- Nick Mason: bateria